# Wushi (häradshuvudort i Kina, Xinjiang Uygur Zizhiqu, lat 41,15, long 79,23)
Wushi är en häradshuvudort i Kina. Den ligger i den autonoma regionen Xinjiang, i den nordvästra delen av landet, omkring 750 kilometer sydväst om regionhuvudstaden Ürümqi. Antalet invånare är 197 990. Befolkningen består av 95 736 kvinnor och 102 254 män. Barn under 15 år utgör 27,0 %, vuxna 15-64 år 67 %, och äldre över 65 år 4,0 %.
Runt Wushi är det ganska glesbefolkat, med 24 invånare per kvadratkilometer. Wushi är det största samhället i trakten. Trakten runt Wushi består i huvudsak av gräsmarker.
Genomsnittlig årsnederbörd är 286 millimeter. Den regnigaste månaden är augusti, med i genomsnitt 65 mm nederbörd, och den torraste är december, med 2 mm nederbörd.